# عشق و ژیمناستیک
عشق و ژیمناستیک (ایتالیایی: Amore e ginnastica ،انگلیسی: Love And Gymnastics)؛ یک فیلم کمدی به کارگردانی لوئیجی فیلیپو دامیکو و محصول ۱۹۷۳ میلادی کشور ایتالیا است. فیلم، بر اساس رمانی با همین نام، نوشتهٔ ادموندو دی آمیچیس ساخته شده است.

## بازیگران
- لینو کاپولیکیو
- زنتا برگر
- آدریانا استی
- آنتونینو فا دی برونو
- رنزو مارینیانو
- کارلا مانچینی